# Aurach am Hongar
Aurach am Hongar is een gemeente in de Oostenrijkse deelstaat Opper-Oostenrijk, gelegen in het district Vöcklabruck. De gemeente heeft ongeveer 1600 inwoners.

## Geografie
Aurach am Hongar heeft een oppervlakte van 25 km². De gemeente ligt in het zuidwesten van de deelstaat Opper-Oostenrijk. Het ligt ten noordoosten van de deelstaat Salzburg en ten zuiden van de grens met Duitsland.
- Gemeinsame Normdatei: 4482480-4
- Virtual International Authority File: 242727334